# Franz Koppe
Franz Koppe (* 20. März 1931 in Koblenz; † 12. August 2012) war ein deutscher Sprach- und Literaturphilosoph.
Koppe war von 1951 bis 1964 zunächst im graphischen Gewerbe tätig. Ab 1965 studierte er Philosophie, Romanistik, Germanistik und Kunstgeschichte an der Justus-Liebig-Universität Gießen und der Universität Konstanz. 1971 wurde er an der Universität Konstanz mit der Arbeit Literarische Versachlichung. Zum Dilemma der neueren Literatur zwischen Mythos und Szientismus; Paradigmen: Voltaire, Flaubert, Robbe-Grillet zum Dr. phil. promoviert. Nach wissenschaftlicher Assistenz habilitierte er sich 1976 mit der Schrift Sprache und Bedürfnis. Zur sprachphilosophischen Grundlage der Geisteswissenschaften am Fachbereich Philosophie und Geschichte der Konstanzer Universität. Ab 1976 war er Privatdozent und Wissenschaftlicher Mitarbeiter im Fachbereich Philosophie der Universität Konstanz.
1982 erhielt Koppe einen Ruf auf die Professur für Philosophie an der Hochschule der Künste Berlin. Franz Koppe wurde der Gruppe des Erlanger Konstruktivismus zugerechnet, die zunächst in Konstanz wirkenden Peter Janich, Friedrich Kambartel, Jürgen Mittelstraß sowie Matthias Gatzemeier.
Er lebte auf der Insel Reichenau.

## Schriften
- Literarische Versachlichung. Zum Dilemma der neueren Literatur zwischen Mythos und Szientismus; Paradigmen: Voltaire, Flaubert, Robbe-Grillet, Fink München 1971, ISBN 3-7705-1285-5
- Sprache und Bedürfnis. Zur sprachphilosophischen Grundlage der Geisteswissenschaften,  Frommann-Holzboog Stuttgart 1977, ISBN 3-7728-0635-X
- Perspektiven der Kunstphilosophie, Suhrkamp Frankfurt am Main (1991, 2. Aufl. 1993; Hrsg.), ISBN 3-518-28551-3
- Grundbegriffe der Ästhetik, Mentis Paderborn 2004 (1983, 3. Aufl. 1992; erweiterte Neuausgabe 2004), ISBN 3-89785-350-7